# Saint-Germain-de-Tournebut
Saint-Germain-de-Tournebut és un municipi francès situat al departament de la Manche i a la regió de Normandia. L'any 2007 tenia 382 habitants.

## Demografia

### Població
El 2007 la població de fet de Saint-Germain-de-Tournebut era de 382 persones. Hi havia 156 famílies de les quals 45 eren unipersonals (29 homes vivint sols i 16 dones vivint soles), 49 parelles sense fills i 62 parelles amb fills.
La població ha evolucionat segons el següent gràfic:
Habitants censats

### Habitatges
El 2007 hi havia 188 habitatges, 157 eren l'habitatge principal de la família, 23 eren segones residències i 7 estaven desocupats. Tots els 186 habitatges eren cases. Dels 157 habitatges principals, 129 estaven ocupats pels seus propietaris, 23 estaven llogats i ocupats pels llogaters i 5 estaven cedits a títol gratuït; 1 tenia una cambra, 8 en tenien dues, 35 en tenien tres, 43 en tenien quatre i 70 en tenien cinc o més. 112 habitatges disposaven pel capbaix d'una plaça de pàrquing. A 67 habitatges hi havia un automòbil i a 77 n'hi havia dos o més.

### Piràmide de població
La piràmide de població per edats i sexe el 2009 era:
| Homes | Edats   | Dones |
| ----- | ------- | ----- |
| 0     | 95 o +  | 0     |
| 0     | 90 a 94 | 0     |
| 0     | 85 a 89 | 0     |
| 0     | 80 a 84 | 4     |
| 16    | 75 a 79 | 8     |
| 4     | 70 a 74 | 12    |
| 4     | 65 a 69 | 4     |
| 8     | 60 a 64 | 8     |
| 8     | 55 a 59 | 4     |
| 16    | 50 a 54 | 20    |
| 44    | 45 a 49 | 36    |
| 8     | 40 a 44 | 16    |
| 0     | 35 a 39 | 0     |
| 4     | 30 a 34 | 0     |
| 8     | 25 a 29 | 8     |
| 32    | 20 a 24 | 12    |
| 20    | 15 a 19 | 24    |
| 8     | 10 a 14 | 4     |
| 0     | 5 a 9   | 4     |
| 8     | 0 a 4   | 12    |

## Economia
El 2007 la població en edat de treballar era de 242 persones, 184 eren actives i 58 eren inactives. De les 184 persones actives 164 estaven ocupades (99 homes i 65 dones) i 20 estaven aturades (8 homes i 12 dones). De les 58 persones inactives 22 estaven jubilades, 13 estaven estudiant i 23 estaven classificades com a «altres inactius».

### Ingressos
El 2009 a Saint-Germain-de-Tournebut hi havia 157 unitats fiscals que integraven 389,5 persones, la mediana anual d'ingressos fiscals per persona era de 15.621 €.

### Activitats econòmiques
Dels 6 establiments que hi havia el 2007, 1 era d'una empresa extractiva, 1 d'una empresa de construcció, 1 d'una empresa de transport i 3 d'empreses d'hostatgeria i restauració.
Dels 3 establiments de servei als particulars que hi havia el 2009, 1 era una fusteria i 2 restaurants.
L'any 2000 a Saint-Germain-de-Tournebut hi havia 37 explotacions agrícoles que ocupaven un total de 616 hectàrees.

## Poblacions més properes
El següent diagrama mostra les poblacions més properes.